# Sematophyllum contiguum
Sematophyllum contiguum là một loài Rêu trong họ Sematophyllaceae. Loài này được (Mitt.) Mitt. miêu tả khoa học đầu tiên năm 1873.